# آلموت هینتز
آلموت هینتز (به آلمانی: Almut Hintze) (زاده ۷ ژوئن ۱۹۵۷) فیلولوژیست، زبان‌شناس و پژوهشگر در زبان‌های هندوایرانی و دین زرتشتی است. او از سال ۲۰۱۰، استاد زرتشت‌شناسی در مدرسه مطالعات شرقی و آفریقایی است.

## حرفه
آلموت هینتز در ۷ ژوئن ۱۹۵۷ در آلمان غربی به دنیا آمد و مدرک کارشناسی خود را در رشته مطالعات کلاسیک در دانشگاه هایدلبرگ در سال ۱۹۸۴ به پایان رساند. او سپس در مدرک کارشناسی ارشد فلسفه در دانشگاه آکسفورد تحصیل کرد. در سال ۱۹۹۰ مدرک ام‌فیل خود را در مطالعه زبان‌های هندوایرانی از دانشگاه ارلانگن-نورنبرگ دریافت کرد. در سال ۱۹۹۷، دانشگاه آزاد برلین به‌دلیل مطالعه دربارهٔ معناشناسی «پاداش» در ادبیات اوستایی و سانسکریت، به او نشان شایستگی اعطا کرد. او سه سال را به عنوان استاد پژوهشی در دانشگاه کمبریج و به عنوان محقق در
کلر هال، کمبریج گذراند. در سال ۲۰۰۱ به عنوان استاد زرتشت‌شناسی به مدرسه مطالعات شرقی و آفریقایی (SOAS) پیوست.
هینتزه بر زبان‌ها، ادیان و تاریخ ایران پیش از اسلام و همچنین بر فیلولوژی و زبان‌شناسی ایران باستان و میانه متمرکز است.

## افتخارات و جوایز
در سال ۲۰۱۵، هینتزه به عنوان عضو آکادمی بریتانیا انتخاب شد.

## زندگی شخصی
هینتز با یوجنیو بیاگینی، استاد تاریخ معاصر دانشگاه کمبریج ازدواج کرده‌است. این زوج یک پسر دارند.

## آثار
- Hintze, Almut (2013) Change and Continuity in the Zoroastrian Tradition. An Inaugural Lecture Delivered on 22 February 2012 at the School of Oriental and African Studies. London: SOAS.
- Kotwal, Firoze M. and Hintze, Almut (2008) The Khorda Avesta and Yašt Codex E1. Facsimile edition. Wiesbaden: Harrassowitz. (Iranica; Bd.16)
- Hintze, Almut (2007) A Zoroastrian Liturgy: The Worship in Seven Chapters (Yasna 35–41). Wiesbaden: Harrassowitz. (Iranica; Bd. 12)
- Hintze, Almut (2000) LOHN im Indoiranischen: Eine semantische Studie des Rigveda und Avesta. Reichert (Wiesbaden).
- Hintze, Almut (1994) Zamyād Yašt. Text, Translation, Glossary. Wiesbaden: Dr Ludwig Reichert Verlag. (Iranische Texte 7)
- Hintze, Almut (1994) Der Zamyād-Yašt. Edition, Übersetzung, Kommentar. Wiesbaden: Dr Ludwig Reichert Verlag. (Beiträge zur Iranistik 15)
- Hintze, Almut (1993) A lexicon to the Cyprian syllabic inscriptions. Hamburg: Helmut Buske. (Lexicographia Orientalis 2)